# Dungeon Keeper
Dungeon Keeper («Хранитель подземелья»), DK — компьютерная игра в жанре симулятора бога, разработанная компанией Bullfrog Productions и изданная компанией Electronic Arts в 1997 году для PC-совместимых компьютеров.
Лейтмотив игры — «Зло — это хорошо» (англ. Evil is good). Игроку предстоит выступить в роли злобного Хранителя подземелья, захватывающего земли, сражаясь за них со светлыми силами (Героями) и другими Хранителями. Помимо стратегического элемента, в игре есть экономическая составляющая (добыча, производство, в том числе с возможностью продажи изготовленной продукции). Отличительная особенность игры — заклинание вселения (англ. possession, букв. «одержимость»). С его помощью можно вселиться в любого подопечного и увидеть своё подземелье видом от первого лица. Кроме того, в этом режиме можно напрямую использовать оружие, навыки и магию существа — таким образом, в игру вкрапляется элемент 3D-шутера.

## Игровой процесс

Общая карта основной кампании. Территории на переднем плане захвачены игроком

Расчищенная и застроенная комната

В Dungeon Keeper предусмотрено несколько режимов игры. Кроме обучения и многопользовательской игры, как и в любой стратегии, есть сюжетная кампания, которая заключается в подавлении противостояния добрых героев и других Хранителей захватническим амбициям игрока, задача которого — достичь заветной цели каждого Злого Властелина: захватить и поработить всё вокруг себя. Кампания поделена на миссии, переход между которыми осуществляется с помощью карты мира. Не пройденные области отображаются как цветущие зелёные районы (при фокусировке на участке слышно пение птиц), захваченные же залиты кровью и объяты пожарами (слышен вой собак и колокола), помимо этого, советник («голос за кадром») язвительно комментирует благополучие незавоёванных участков, а после прохождения миссии торжествующе описывает разорение и опустошение района. Карта мира поделена на локации, каждой из которых соответствует одно подземелье. В некоторых районах возможно прохождение дополнительных (секретных) миссий — обычно шуточного характера.
Главным противником Хранителя является Аватар — собирательный образ положительного героя, борющегося со злом. Некоторые характерные черты данного героя наводят на мысль, что данный персонаж является пародией на главного героя серии игр Ultima Ричарда Гэрриота (Lord British).
Из особенностей игры можно выделить следующие:
- Игрок не может дать чётких указаний существу (так называемое «непрямое воздействие»), а может только перенести его (существо) в нужную область в пределах своих владений и мотивировать его к дальнейшим действиям.
- Всё взаимодействие осуществляется с помощью руки судьбы (англ. hand of evil[1] — «рука Зла»), висящей в воздухе громадной кисти, которая может переносить существ и предметы, шлёпать их, или выбирать опции.
- Игроку дана возможность поощрять и наказывать своих подопечных. Их можно осыпать золотом, кормить, шлёпать, чтобы быстрее работали, а также бросать в камеры пыток и тюрьму.
- Каждое существо имеет свою индивидуальность, нуждается в еде, отдыхе, деньгах, имеет своё мнение о хранителе; кроме того, некоторые виды существ имеют своих естественных врагов (например, мухи и пауки ненавидят друг друга и любая их встреча заканчивается дракой).
- Построив или захватив тюрьму, можно включить режим, при котором побеждённые в бою существа не гибнут сразу. На протяжении какого-то времени их ещё могут спасти импы игрока, или захватить импы противника, оттащив бесчувственные тела этих существ в Логово или в Тюрьму соответственно. Погибнув в тюрьме, они превращаются в скелетов, в камере пыток — выдают информацию, гибнут, становясь призраками, или переходят на сторону игрока.
- Кроме комнат, можно также строить разнообразные ловушки, двери и мосты.

## Дополнения

### Dungeon Keeper: Deeper Dungeons
Dungeon Keeper: Deeper Dungeons — дополнение к игре Dungeon Keeper, выпущенное 30 ноября 1997 года в Северной Америке. Были добавлены пятнадцать подземелий для кампании и исправлены мелкие ошибки. Игровой искусственный интеллект монстров был улучшен.

### Dungeon Keeper Gold Edition
Dungeon Keeper Gold Edition — набор, состоящий из самой игры, Deeper Dungeons, патчей для 3D-графики, редактора уровней и книги. Книга пересказывает историю героя, который был убит, исследуя подземелья. Набор был выпущен 31 декабря 1998 года в Северной Америке.

## Продолжения
- Dungeon Keeper 2 — продолжение игры
- Dungeon Keeper 3: War for the Overworld — отменённое продолжение серии

## Критика
| Русскоязычные издания | Русскоязычные издания |
| Издание               | Оценка                |
| --------------------- | --------------------- |
| Game.EXE              | 98 %                  |
| «Игромания»           | [ 5 ]                 |
| «Страна игр»          | [ 6 ]                 |

- Журнал Empire поставил Рогатого Жнеца на 47 место в списке 50 величайших персонажей компьютерных игр.[7].
- PC Games Hardware в 2008 году перечислил Тёмную госпожу среди 112 самых важных женских персонажей в играх.[8]